# Cases Consistorials (Salomó)
Les Cases Consistorials és una obra noucentista de Salomó (Tarragonès) inclosa a l'Inventari del Patrimoni Arquitectònic de Catalunya.

## Descripció
La Casa de la Vila de Salomó és un edifici d'estil noucentista: la façana és molt senzilla, només alguns elements ornamentals emmarquen la porta. Damunt ella s'obre una balconera.
El més interessant és el coronament de la casa, de forma triangular el cos central i quasi rectilini a la part de les ales.
Presideix la a façana l'escut de la vila i una gran bola rodona com a acabament del frontó -força deteriorat- de la façana.